# Beinn Ghlas
Beinn Ghlas (wymowa gaelicka: [ˈpeiɲ ˈɣlˠ̪as̪]) – szczyt w paśmie Lawers, w Grampianach Zachodnich. Leży w Szkocji, w regionie Perth and Kinross. 